# The Lizzie Borden Chronicles
The Lizzie Borden Chronicles è una miniserie televisiva statunitense trasmessa dal 5 aprile al 24 maggio 2015 sul canale Lifetime. Essa segue la storia di Lizzie Borden dopo essere stata incolpata e assolta dell'omicidio di suo padre e della matrigna del 1892. La miniserie è la continuazione del film Il caso di Lizzie Borden.
In Italia, la miniserie è stata interamente pubblicata il 20 maggio 2017 sul servizio on demand Netflix.

## Trama
Nel 1893, quattro mesi dopo l'assoluzione di Lizzie Borden per gli omicidi di suo padre e della matrigna, lei e sua sorella Emma cercano di iniziare una nuova vita nonostante i problemi finanziari e la rovina di Lizzie. Nel frattempo, il detective Charlie Siringo arriva a Fall River per indagare il caso per sé.

## Personaggi e interpreti

### Principali
- Lizzie Borden interpretata da Christina Ricci e doppiata da Perla Liberatori
- Emma Borden interpretata da Clea DuVall e doppiata da Daniela Calò
- Charlie Siringo interpretato Cole Hauser e doppiato da Alessio Cigliano

### Ricorrenti
- Isabel Danforth interpretata da Olivia Llewellyn e doppiata da Eleonora Reti
- Ezekiel Danforth interpretato da John Ralston e doppiato da Sergio Lucchetti
- Officer Leslie Trotwood interpretato da Dylan Taylor e doppiato da Stefano Crescentini
- Skipjack interpretato da Bradley Stryker  e doppiato da Riccardo Scarafoni
- Marshal Hilliard interpretato da Jeff Wincott e doppiato da Simone Mori
- Jessy Schram interpretata da Nance O'Keefe e doppiata da Virginia Brunetti
- Chester Phippsm interpretato da Rhys Coiro e doppiato da Christian Iansante
- Fredrick Lowell interpretato da Adrian G. Griffiths e doppiato da Francesco Prando
- Tom Horn interpretato da Chris Bauer  e doppiato da Riccardo Scarafoni
- Bat Masterson interpretato da Matthew Le Nevez e doppiato da Marco Vivio

### Ospiti
- Robert Pelton interpretato da James Gilbert e doppiato da Massimo Bitossi
- William Almy interpretato da John Heard e doppiato da Michele Gammino
- William Borden interpretato da Andrew Howard e doppiato da Roberto Gammino
- Mrs Kenney interpretata da Martha Irving e doppiata da Rita Savagnone
- Warren Stark interpretato da Michael Ironside e doppiato da Angelo Nicotra
- Adele interpretata da Kimberly-Sue Murray
- Mr. Flowers, interpretato da Jonathan Banks e doppiato da Stefano Mondini
- Spencer Cavanaugh interpretato da Frank Chiesurin e doppiato da Guido Di Naccio
- Dr. Vose interpretato da Ronan Vibert e doppiato da Saverio Indrio
- Aideen Trotwood interpretata da Michelle Fairley e doppiata Laura Boccanera

## Puntate
| n° | Titolo originale      | Titolo italiano        | Prima TV USA   | Pubblicazione Italia |
| -- | --------------------- | ---------------------- | -------------- | -------------------- |
| 1  | Acts of Borden        | Il caso Borden         | 5 aprile 2015  | 20 maggio 2017       |
| 2  | Patron of the Arts    | Mecenate delle arti    | 12 aprile 2015 | 20 maggio 2017       |
| 3  | Flowers               | Fiori                  | 19 aprile 2015 | 20 maggio 2017       |
| 4  | Welcome to Maplecroft | Benvenuti a Maplecroft | 26 aprile 2015 | 20 maggio 2017       |
| 5  | Cold Storage          | Freddo nascondiglio    | 3 maggio 2015  | 20 maggio 2017       |
| 6  | Fugitive Kind         | Il fuggitivo           | 10 maggio 2015 | 20 maggio 2017       |
| 7  | The Sisters Grimke    | Le sorelle Grimke      | 17 maggio 2015 | 20 maggio 2017       |
| 8  | Capsize               | Naufragio              | 24 maggio 2015 | 20 maggio 2017       |